# Johann Karl Christoph Nachtigal
Johann Karl Christoph Nachtigal (* 25. Februar 1753 in Halberstadt; † 21. Juni 1819 ebenda) war ein deutscher Theologe, Philologe, Schriftsteller und Erzählforscher.

## Leben

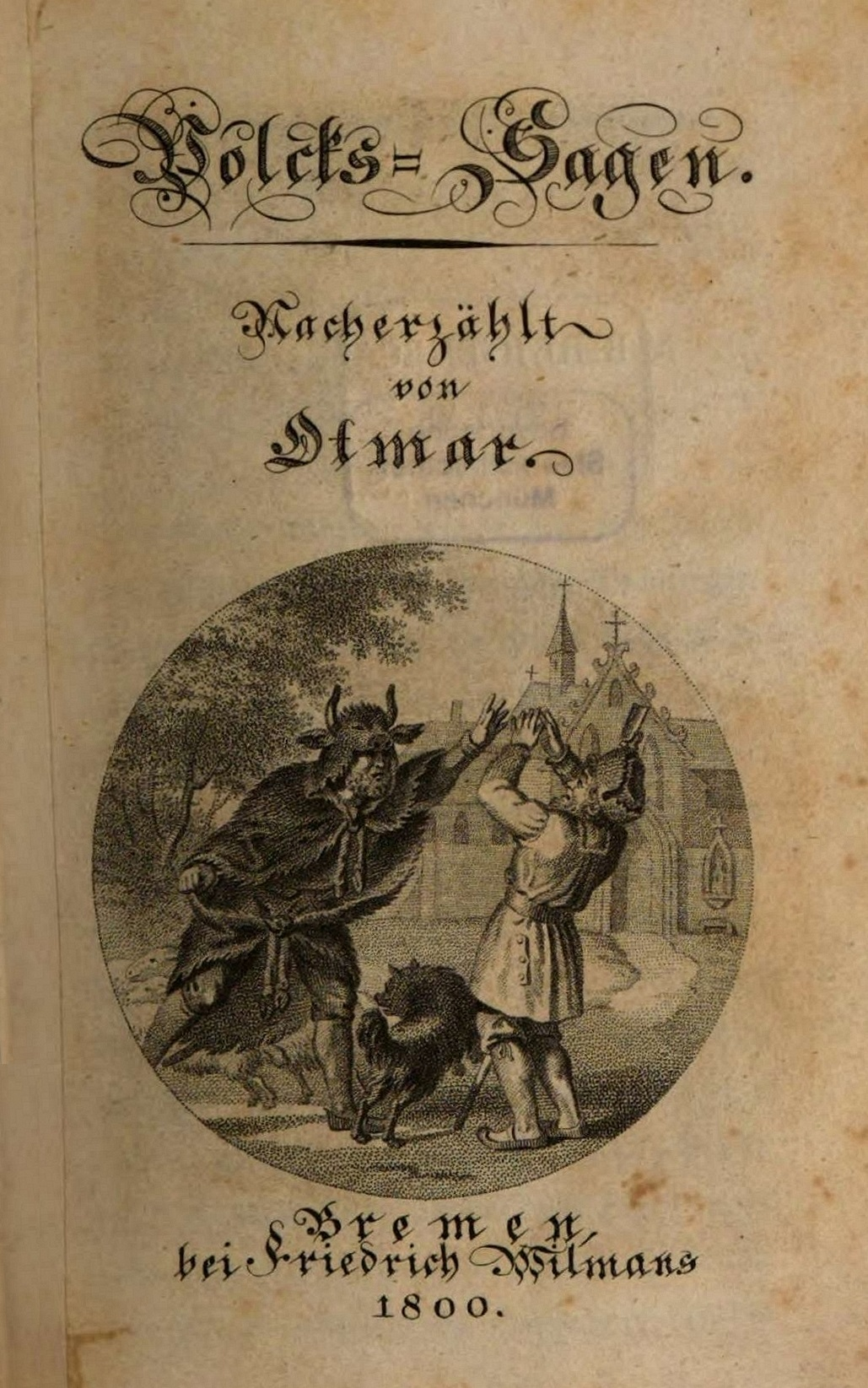
Titelseite der Volcks-Sagen

Johann Karl Christoph Nachtigal war der Sohn des Theologen Georg Christian Nachtigal, Oberprediger an der Paulskirche in Halberstadt. Er besuchte die Domschule seiner Heimatstadt, das Stephaneum, und studierte von 1771 bis 1773 an der Universität Halle Theologie, Philologie und Naturgeschichte. Nach Abschluss des Studiums kehrte er an die Halberstädter Domschule zurück, an der er zunächst Lehrer war und ab 1800 deren Direktor. 1800 wurde er zudem zum Konsistorialrat ernannt. Er beschäftigte sich unter anderem mit der Datierung der Schriften im Alten Testament. 1808 erhielt er die Ehrendoktorwürde der Theologischen Fakultät der Universität Halle. Von 1812 bis 1816 war Nachtigal Generalsuperintendent des Fürstentums Halberstadt, der Grafschaften Hohenstein und Mansfeld bis zur Auflösung des Konsistoriums durch die neue Provinzialeinteilung Preußens.

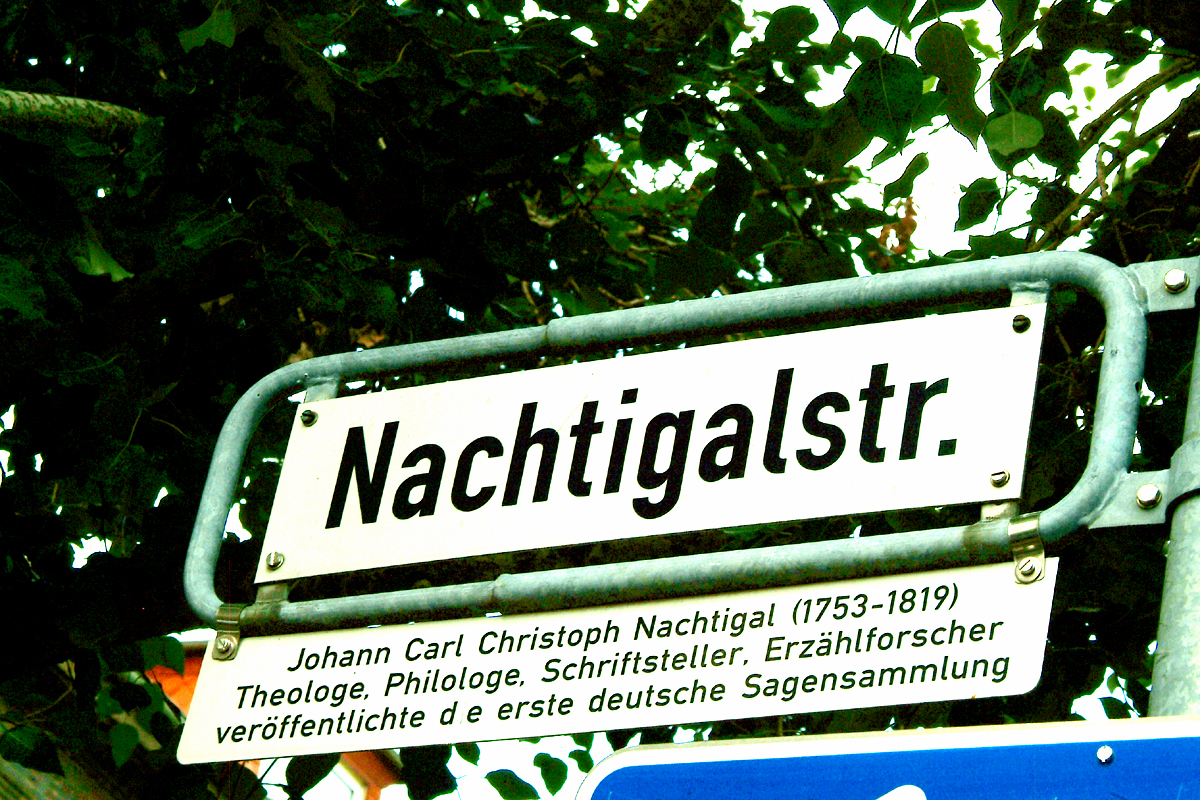
Straßenschild in Hannover

Im Jahr 1800 erschien unter dem Pseudonym Otmar die erste deutsche Sagensammlung mit wissenschaftlichem Anspruch unter dem Titel Volcks-Sagen. Nacherzählt von Otmar. Die Sammlung enthält 24 Texte unterschiedlichen Zuschnitts, zum Teil in mehreren Versionen. Zwar beteuerte Nachtigal, er habe seine Sagen getreu nacherzählt, aber eine Neigung zu romantisch-verklärender Ausschmückung der Texte ist nicht zu übersehen. Ausführlich setzte er sich mit der Gattung Sage auseinander. Hierbei griff er auf Ausführungen zurück, die er bereits drei Jahre zuvor in der Zeitschrift Erholungen publiziert hatte. In Anlehnung an Herder, den er persönlich kannte, betrachtete er mündlich überlieferte Sagen als historische Zeugnisse für kulturell unterrepräsentierte Gruppen. Die Brüder Grimm nennen die Otmarsche Sammlung in den 1816/18 erschienenen Deutschen Sagen 21-mal unter ihren Quellen (15-mal als alleinige Vorlage).

## Einfluss
Die Volkssage Der Ziegenhirt diente Washington Irving als Inspiration für seine weitaus bekanntere Kurzgeschichte Rip Van Winkle.

## Schriften
- Volcks-Sagen. Nacherzählt von Otmar. Wilmans, Bremen 1800. (Digitalisat der Bayerischen Staatsbibliothek)
- Fragmente über die allmählige Bildung der den Israeliten heiligen Schriften. In: Magazin für Religionsphilosophie, Exegese und Kirchengeschichte.
- Johann Carl Christoph Nachtigal: Biographie […], von ihm selbst geschrieben und mit einigen seiner Schulreden über interessante Gegenstände, herausgegeben von Johann Gottfried Hoche. F. A. Helm, Halberstadt 1820.